# バンクカードサービス
株式会社バンクカードサービス（BANKCARD Service Japan Co.,Ltd）は、株式会社横浜銀行の子会社で、クレジットカードに関する事業を営む株式会社である。現在はVJAグループの一部となっている。

## 概要
1983年に全国地方銀行協会の会員である地方銀行が、開発などにかかるコストを分担して1行当たりの負担を軽くする目的で、キャッシュカード機能やクレジットを併せ持つ多機能カードである「バンクカード」事業を開始。その業務を担う企業として、1999年4月21日に全地銀の出資によってバンクカードサービスが発足した。
だが、その後、事業から事実上撤退する地銀が相次ぎ、2008年には横浜銀行など10行のみとなっていた。このため、発行カードの全体の大部分を占める浜銀が、2009年に撤退した54行からバンクカードサービスの株式の約75%を取得。連結子会社とした。これによって、バンクカード事業に残った地銀は新たに「地銀カード戦略協議会」を立ち上げ、電子マネーなど新機能を新たに加えるとした。
バンクカードサービスは、2005年にビザ・ジャパン協会（現在のVJA）に加入している為、現在はVJAグループの一部となっている。
2016年に横浜銀行と東日本銀行が経営統合してコンコルディア・フィナンシャルグループを設立しているが、東日本銀行は常磐相互銀行を前身とする第二地方銀行であることや経営統合前にアイフルが主要株主だった影響からバンクカード事業に参加せず、独自にライフカードとのキャッシュカード機能付き提携カードを発行している他、東日本銀ジェーシービーカード株式会社を子会社として保有している。

## バンクカード
バンクカードは現在は地方銀行の一部が扱うクレジットカードである。バンクカードを発行するのはあくまでそれぞれの地方銀行であり、バンクカードサービスではない。
地方銀行の共同事業で無くなって以降、国際ブランドの無いハウスカード、JCBブランド（開放扱い）、JRグループとの提携（JRカード）やバンクカード独自のサービス（ETCカード・旅行傷害保険付カード『バリオ』『クレール』、webサービス『BC楽ナビ』など）が廃止され、VJA・オムニカードグループによる同等サービスへ移行した他、それまで統一されていた名称やカード表面のデザインも、各銀行独自の物へと変わった。同時に、各地方銀行を通じて行っていた加盟店開拓・取扱業務から撤退し、「バンクカード」はいわゆる「国内ブランド」では無くなった。
この為、横浜銀行の場合、同行が取り扱っていた加盟店はユーシーカード株式会社（UCカード）が一部を継承する等、他社に譲渡または完全撤退している。
一部の決済サービス等で、バンクカードでの支払いが付属している国際ブランド利用であっても不可能になった例もある。

## 脚註
1. 1 2  株式会社バンクカードサービス 第26期決算公告
2. ↑  「関係会社の状況」『株式会社コンコルディア・フィナンシャルグループ 有価証券報告書 ‐ 第2期』
3. 1 2  「横浜銀行 バンクカードを子会社化」『朝日新聞』神奈川版 2008年10月17日
4. ↑  “バンクカードサービスの連結子会社化と今後のカード戦略の展開について” (PDF).   株式会社横浜銀行. 2009年7月24日閲覧。
5. ↑  過去には相互銀行の共同事業だった『ワイドカード』に参加していた。
6. ↑  
“UCカード、「横浜バンクカード」の加盟店を継承” (PDF).   ユーシーカード株式会社. 2009年7月24日閲覧。